# 継枝王
継枝王（つぐえ の おう、生年不詳 - 承和13年10月27日（846年11月19日））は、平安時代初期の皇族。桓武天皇の孫。中務卿・伊予親王の長男。位階は従四位下。

## 経歴
大同2年（807年）に発生した伊予親王の変により、父・伊予親王の謀反の罪に連座し、弟の高枝王らとともに兄弟3人は遠流となる。配流先では生計を立てることもままならず、生活は困窮を極める。伊予親王を廃した平城天皇に替わって即位した嵯峨天皇は、罪のない伊予親王の子息が困窮している事を哀れみ、弘仁元年（810年）に継枝王を含む兄弟に恩赦を与えて平安京への入京を許す。この際、没収されていた親王の財産・家土地も返還されたが、幼い兄弟は相談の上でこれを男女均等に分配する。これらのことは世の人々の涙を誘ったという。
弘仁14年（823年）淳和天皇の即位に伴い、無位から従四位下に直叙される。その後、弟の高枝王が諸官を歴任するとともに、承和8年（841年）には従四位上に叙せられ位階を越えられてしまうが、継枝王は叙位・任官の記録がないまま、承和13年（846年）10月27日卒去。最終官位は散位従四位下。

## 官歴
『日本後紀』による。
- 弘仁14年（823年） 4月27日：従四位下
- 承和13年（846年） 10月27日：卒去（散位従四位下）

## 系譜
- 父：伊予親王
- 母：不詳
- 妻：不詳
  - 男子：三隈王[2]